# Sergio Donati
Pour les articles homonymes, voir Donati.
Sergio Donati, né le 13 avril 1933 à Rome et mort le 13 août 2024 à Mentana,, est un écrivain et scénariste italien.

## Biographie
Sergio Donati s'est inscrit en études de droit en 1955, mais commence bien vite à écrire trois romans policiers, T'en auras du sang à la une (L'altra faccia della luna, 1955), Coco à gogo (Il sepolcro di carta, 1956) et Mister Sharkey rentre au pays (Mr. Sharkey torna a casa, 1956), qui sont « une bonne imitation du modèle américain, ici plutôt Raymond Chandler que Mickey Spillane ». Bien que ces romans obtiennent un succès modeste, il décide d'abandonner l'écriture romanesque et déménage à Milan. Il commence rapidement à faire carrière, d'abord comme rédacteur publicitaire, puis comme producteur de spots publicitaires à la télévision. 
À partir de là, il est sollicité comme scénariste dans différents films, qui en feront un nom important du cinéma italien. Il est entre autres demandé par Sergio Leone pour le premier western spaghetti du réalisateur, Pour une poignée de dollars (1964). La proposition ne le tente néanmoins pas particulièrement, et il refuse. Le film obtient un succès extraordinaire et Sergio Leone contacte à nouveau Sergio Donati pour le scénario de la suite, Et pour quelques dollars de plus (1965).
L'association avec Sergio Leone dure plusieurs années. Bien que Sergio Donati n'apparaît pas au générique, parmi les scénaristes officiels des deux premiers films où ils ont collaboré (Et pour quelques dollars de plus et Le Bon, la Brute et le Truand), sa notoriété dans le milieu grandit.
Sa célébrité devient telle qu'il commence à travailler avec des réalisateurs étrangers, comme Michael Anderson, John Irvin et John Guillermin.
Devenu professeur de cinéma à l'école d'écriture Omero, il publie pour cette institution, en 2007, l'ouvrage C'era una volta il West (ma c'ero anch'io), une rétrospective des années passées en contact étroit avec Sergio Leone.

## Filmographie partielle
- 1952 : Je suis un bâtard (La nemica) de Giorgio Bianchi
- 1965 : Et pour quelques dollars de plus (Per qualche dollaro in più) de Sergio Leone
- 1966 : Cent mille dollars pour Lassiter (100.000 dollari per Lassiter) de Joaquín Luis Romero Marchent
- 1966 : Un certain Monsieur Bingo (Requiem per un agente segreto) de Sergio Sollima
- 1966 : Colorado (La resa dei conti) de Sergio Sollima
- 1967 : Le Dernier Face à face (Faccia a faccia) de Sergio Sollima
- 1967 : L'oro di Londra
- 1967 : Mission Stardust
- 1967 : Eine Handvoll Helden (de)
- 1968 : Il était une fois dans l'Ouest
- 1969 : Rebus
- 1970 : Concerto per pistola solista
- 1970 : Persecución hasta Valencia
- 1971 : Stanza 17-17 palazzo delle tasse, ufficio imposte
- 1971 : Il était une fois la révolution
- 1972 : Fais attention Ben, Charlie arrive
- 1972 : La caza del oro
- 1972 : Viol en première page
- 1973 : Il maschio ruspante
- 1973 : Hercule contre Karaté
- 1973 : Les Enfants de chœur
- 1973 : L'Homme aux nerfs d'acier
- 1974 : Salut les pourris
- 1974 : Deux Grandes Gueules (I bestione) de Sergio Corbucci
- 1976 : Le Patron et l'Ouvrier (Il padrone e l'operaio) de Steno
- 1976 : L'Italia s'è rotta
- 1976 : Cipolla Colt
- 1976 : La poliziotta
- 1977 : Qui sera tué demain ? (Il mostro) de Luigi Zampa
- 1977 : Holocauste 2000
- 1978 : Duri a morire
- 1979 : Le Continent des hommes-poissons
- 1979 : Un jouet dangereux
- 1981 : On m'appelle Malabar
- 1982 : Les Aventures de Miss Catastrophe
- 1982 : Il conte Tacchia
- 1983 : Le Choix des seigneurs
- 1984 : A tu per tu
- 1985 : Casablanca, Casablanca de Francesco Nuti
- 1986 : Le Contrat
- 1987 : Rimini, Rimini: Un anno dopo
- 1988 : Sotto il vestito niente 2
- 1989 : Blowing Hot and Cold
- 1990 : Embarquement pour l'enfer (Viaggio nel terrore: l'Achille Lauro) d'Alberto Negrin
- 1992 : La Loi du désert (Beyond Justice)
- 1996 : Grand Nord
- 1999 : Senza movente
- 2000 : Almost Blue
- 2002 : Storia di guerra e d'amicizia
- 2009 : La Sicilienne

## Œuvre littéraire

### Romans policiers
- L'altra faccia della luna (1955) Publié en français sous le titre T'en auras du sang à la une, Lyon, Éditions des Remparts, coll. « Série jaune » no 1 (1959)
- Il sepolcro di carta (1956) Publié en français sous le titre Coco à gogo, Lyon, Éditions des Remparts, coll. « Série jaune » no 4 (1959)
- Mister Sharkey torna a casa (1956) Publié en français sous le titre Mister Sharkey rentre au pays, Lyon, Éditions des Remparts, coll. « Série jaune » no 9 (1959)

### Autre publication
- C'era una volta il West (ma c'ero anch'io) (2007)

## Sources
- Claude Mesplède (dir.), Dictionnaire des littératures policières, vol. 1 : A - I, Nantes, Joseph K, coll. « Temps noir », 2007, 1054 p. (ISBN 978-2-910-68644-4, OCLC 315873251), p. 608

### Crédits de traduction
- (it) Cet article est partiellement ou en totalité issu de l’article de Wikipédia en italien intitulé « Sergio Donati » (voir la liste des auteurs).